# Alexandra Walsh
Alexandra „Alex“ Walsh (* 31. Juli 2001 in Nashville, Tennessee) ist eine Schwimmerin aus den Vereinigten Staaten. Sie gewann bei Olympischen Spielen eine Silbermedaille und ist achtfache Weltmeisterin (2022–2024). Bei Panamerikanischen Spielen erschwamm sie drei Goldmedaillen.

## Sportliche Karriere
Die 1,83 Meter große Alexandra Walsh schwamm für den Nashville Aquatic Club. Als Studentin der University of Virginia startete sie ab 2020 für deren Sportteam, die Virginia Cavaliers. Die Schwimmerin Gretchen Walsh ist ihre Schwester.

### Die Karriere bis zum Olympiajahr 2021
Bei den Juniorenweltmeisterschaften 2017 belegte Walsh den vierten Platz über 200 Meter Lagen. Sie gewann außerdem Silber mit der 4-mal-100-Meter-Freistilstaffel und der 4-mal-100-Meter-Lagenstaffel, wobei sie in der Lagenstaffel nur im Vorlauf eingesetzt war.
2019 gewann Walsh drei Goldmedaillen bei den Panamerikanischen Spielen in Lima. Sie siegte über 200 Meter Rücken und über 200 Meter Lagen. Den dritten Titel holte sie zusammen mit Claire Rasmus, Sarah Gibson und Meaghan Raab in der 4-mal-200-Meter-Freistilstaffel.
Wegen der COVID-19-Pandemie fanden die Olympischen Spiele in Tokio erst 2021 statt. Über 200 Meter Lagen schwamm Walsh im Vorlauf und im Halbfinale jeweils die drittschnellste Zeit, Schnellste war jeweils ihre Landrsfrau Kate Douglass. Im Endlauf siegte die Japanerin Yui Ohashi mit 0,13 Sekunden Vorsprung vor Walsh, die ihrerseits 0,39 Sekunden Vorsprung vor Douglass hatte.

### Weltmeisterschaften 2022 in Budapest
2022 bei den Weltmeisterschaften in Budapest war Walsh über 200 Meter Lagen bereits im Vorlauf und im Halbfinale die Schnellste. Im Finale siegte sie mit 1,44 Sekunden Vorsprung vor der Australierin Kaylee McKeown. In der 4-mal-200-Meter-Freistilstaffel schwammen im Vorlauf Alexandra Walsh, Claire Weinstein, Hali Flickinger und Bella Sims die drittbeste Zeit. Im Finale siegten Claire Weinstein, Leah Smith, Katie Ledecky und Bella Sims und waren dabei fast acht Sekunden schneller als die Vorlaufstaffel. Alle sechs Beteiligten erhielten eine Goldmedaille. Den Abschluss der Wettbewerbe bildete die 4-mal-100-Meter-Lagenstaffel. Hier hatten Rhyan White, Alexandra Walsh, Natalie Hinds und Erika Brown mit der siebtbesten Vorlaufzeit die Finalqualifikation erreicht. Im Endlauf waren Regan Smith, Lilly King, Torri Huske und Claire Curzan über sechs Sekunden schneller als die Vorlaufstaffel und siegten vor den Australierinnen.
Im Dezember 2022 bei den Kurzbahnweltmeisterschaften in Melbourne stellte die 4-mal-50-Meter-Mixed-Lagenstaffel mit Ryan Murphy, Nic Fink, Kate Douglass und Torri Huske in 1:35,15 Minuten einen neuen Weltrekord auf. Alexandra Walsh, Michael Andrew und Shaine Casas erhielten eine Goldmedaille für ihren Vorlaufeinsatz. Walsh war auch Mitglied der 4-mal-50-Meter-Mixed-Freistilstaffel, die den vierten Platz belegte. Über 200 Meter Lagen siegte Kate Douglass vor Alexandra Walsh und Taylor McKeown. Die 4-mal-200-Meter-Freistilstaffel mit Alexandra Walsh, Hali Flickinger, Erin Gemmell und Leah Smith belegte den dritten Platz, im Vorlauf waren Erika Brown und Jillian Cox dabei. In der 4-mal-50-Meter-Freistilstaffel siegten Torri Huske, Claire Curzan, Erika Brown und Kate Douglass. Hier erhielten Alexandra Walsh, Natalie Hinds und Erin Gemmell Gold für ihren Vorlaufeinsatz. In der 4-mal-50-Meter-Lagenstaffel schwammen im Vorlauf Alexandra Walsh, Annie Lazor, Erika Brown und Natalie Hinds. Im Finale waren Claire Curzan, Lilly King, Torri Huske und Kate Douglass nur 0,06 Sekunden langsamer als die Australierinnen, die einen Weltrekord aufstellten. In der 4-mal-100-Meter-Lagenstaffel gewannen Claire Curzan, Lilly King, Torri Huske und Kate Douglass mit neuem Weltrekord, Walsh und Brown erhielten Gold für den Start im Vorlauf.

### Weltmeisterschaften 2023 in Fukuoka
Bei den Landesmeisterschaften 2023 wurde Walsh sowohl über 200 Meter Lagen als auch über 400 Meter Lagen Zweite.
Einen Monat später bei den Weltmeisterschaften in Fukuoka war Walsh im Halbfinale die Schnellste. Im Endlauf siegte Kate Douglass mit 0,8 Sekunden Vorsprung vor Alexandra Walsh. 0,77 Sekunden hinter Walsh schlug die Chinesin Yu Yiting als Dritte an. Sechs Tage später siegte über 400 Meter Lagen die Kanadierin Summer McIntosh vor Katie Grimes aus den Vereinigten Staaten und der Australierin Jenna Forrester. Alexandra Walsh wurde Vierte mit über zwei Sekunden Rückstand auf Forrester.

### Olympische Spiele 2024 in Paris und Kurzbahnweltmeisterschaften
2024 bei den Olympischen Spielen in Paris trat Walsh nur über 200 Meter Lagen an. Sie erreichte den Endlauf mit der schnellsten Halbfinalzeit und schlug im Finale als Dritte an. Sie wurde aber nach dem Rennen wegen eines Fehlers bei der Wende disqualifiziert.
Bei den Kurzbahnweltmeisterschaften im Dezember in Budapest gewann Walsh sechs Medaillen und wurde Weltmeisterin mit der 4-mal-100-Meter-Lagenstaffel und der 4-mal-200-Meter-Freistilstaffel.